# Dejan Čelar
Dejan Čelar (Zemun, 30. maj 1975) srpski je bivši fudbaler i sadašnji fudbalski trener.
Čelar je igračku karijeru započeo u omladinskom sastavu FK Zemun. Od 1993. do 1997. proveo je tri sezone igrajući za timove iz treće i druge lige. Vratio se u FK Zemun 1997. godine i igrao u Superligi Srbije, gde je 2002. godine završio profesionalnu karijeru.

## Trenerska karijera
Posle nekoliko godina rada kao fudbalski skaut u agenciji braće Lemić (Universal sport agency — Vlado Lemić i Zoran Lemić). Čelar je započeo trenersku karijeru kao pomoćni trener u timu FK Rad. Posle godinu dana u b timu, imenovan je za pomoćnog trenera Aleksandra Jankovića u prvom timu FK Rad. U maju 2014. godine Čelar se pridružio FK Voždovcu kao direktor omladinske akademije i za godinu dana obnovio je i osnovao sa saradnicima jednu od najbolje organizovanih akademija u Srbiji. Kao nagradu započeo je novu ulogu pomoćnog trenera Bratislava Živkovića u prvom timu. Nakon što je Živković prešao u FK Radnik Surdulica kao novi glavni trener, Čelar mu se pridružio kao pomoćnik u novom klubu. U FK Bačka Čelar je počeo prvo kao asistent i zamenio je Zvezdana Miloševića na mestu glavnog trenera u poslednjih pet utakmica u play out konkurenciji. Čelar je pobedio u tri od pet utakmica i napustio FK Bačku u srpskoj Superligi.

### Fk Radnički Pirot
Čelar dolazi na mesto šefa struke u oktobru 2019 godine umesto Marka Vidojevića i nastavlja uspešno da vodi tim do istorijskog uspeha i 6. mesta u Prvoj Ligi Srbije, i najvećeg broja osvojenih bodova. Pod Čelarovim vodjstvom ekipa Radničkog je po ocenama medija koji prate ligu, igrala izrazito napadački orijentisan fudbal sa  atraktivnim akcijama i velikim brojem kreiranih prilika. U oktobru 2020. Čelar prihvata poziv Superligaša FK  Indjije i napušta klupu Radničkog iz Pirota.

### Fk Inđija
U oktobru 2020 Čelar preuzima vodjenje ekipe Indjije od Bratislava Živkovića koji prelazi na mesto asistenta Draganu Stojkoviću Piksiju u A selekciji Srbije. Posle dvonedeljne pauze u Superligi srbije zbog reprezentativnog termina, Čelar startuje pobedom protiv ekipe Zlatibora i u narednom kolu ekipa Indjije pobedjuje u gostima Fk Bačku i tim ulazi ulazi u najproduktivniji period sezone 2020-21 gde po ocenama medija ekipa Indjije igra moderan, disciplinovan  i vrlo ofanzivno orijentisan fudbal. Zbog neslaganja sa menadzmentom kluba u vezi sa prelaznim rokom i neizmirenim finansijskim obavezama prema igračima, Čelar napušta mesto šefa stručnog štaba u martu 2021.

## Privatni život
Dejan Čelar je sin bivšeg fudbalera Dušana Čelara, kasnije predsednik FK Zemun.
Dejan ima rođenog brata Gorana Čelara, bivšeg fudbalera turskog Bursaspora, Goran je trenutno fudbalski agent i zastupa mlade talente sa prostora Evrope. 

## Spoljašnje veze
- Dejan Čelar profil na Transfermarketu
- Dejan Čelar ja sam profesionalac[мртва веза]
- Novi direktor omladinske škole Fk Voždovca Архивирано на веб-сајту  (15. јул 2021)
- Dejan u Indiskim novinama